# Jean Mouisset
Jean Mouisset, né le 29 avril 1909 à Sète (Hérault) et mort le 4 juin 1993 à Nice (Alpes-Maritimes), est un prélat catholique français, évêque de Nice de 1963 à 1984.

## Formation
Fils unique de Joseph Mouisset, gérant d'un magasin de tabacs à Nîmes, et de Hortense Arnaux, Jean naît le 29 avril 1909 dans la maison familiale à Sète dans l'Hérault.
Le 16 mai 1909, Jean reçoit le sacrement du baptême en l'église Saint-Louis de Sète. Il accomplit ses études primaires dans une école paroissiale de Nîmes et achève ses études secondaires, au lycée, grâce à une bourse d'études. En 1926, il obtient son baccalauréat en lettres et en sciences. À l'âge de 20 ans, il est reçu à l'école polytechnique de l'université de Nantes.
Le 4 octobre 1929, il entre à l'école militaire d'application de Fontainebleau et en ressort sous-lieutenant d'artillerie le 1er octobre 1931. Le 12 août 1933, il est nommé officier affecté au 56e régiment d'artillerie ; c'est alors que le jeune officier Mouisset gravit un à un les grades militaires. Il est successivement promu au grade de lieutenant le 1er octobre 1933, affecté au 59e régiment d'artillerie à Sarrebourg en 1936 puis à la direction de l'artillerie au ministère de la Guerre.

## Seconde Guerre mondiale
Lorsque survint la guerre, Jean Mouisset est capitaine et affecté à un dépôt d'artillerie. Il part au combat le 1er mars 1940 et prend le commandement d'une batterie sur le front belge. Grâce à son comportement, il reçoit la croix de guerre. Après le repli des armées, il s'embarque le 1er juin 1940 à Dunkerque pour le Royaume-Uni. De retour en France, il participe, sur le Cher, aux derniers combats. Après la débâcle de 1940, le capitaine Mouisset est amené à commander l'école régionale des chefs de chantiers de Provence au Lavandou où sont formés les futurs chefs de chantiers et dirige notamment Stephen Hecquet. Il assura ce commandement jusqu'en 1943, date à laquelle les chantiers de jeunesse sont démantelés par l'occupation de la zone libre.
En 1944, avant la fin des hostilités, le capitaine Mouisset, mis en disponibilité, entre au grand séminaire de Marseille. En mars 1945, le commandement-général le rappelle pour prendre part à la campagne d'Alsace et d'Allemagne ; il prend alors le commandement de la 10e batterie du 67e régiment d'artillerie. Le jour de Pâques 1945, le capitaine Mouisset et ses hommes passent le Rhin.
Après la guerre, pour continuer sa préparation au sacerdoce, il redemande une disponibilité et obtient d'être rayé des contrôles de l'armée active en juillet 1946. Sur les conseils de Jean Delay, il se retire au grand séminaire de Marseille et étudie la théologie au séminaire Saint-Sulpice à Issy-les-Moulineaux et achève ses études au séminaire universitaire de Lyon.

## Prêtrise
Jean Mouisset est ordonné le 12 mars 1949 à Marseille, par Jean Delay. Le père Mouisset commence son ministère comme vicaire 
à la paroisse de la Trinité de La Palud jusqu'en 1954. En octobre 1954, Delay le nomme directeur diocésain de l'enseignement religieux de Marseille.
Le catéchisme lui tient alors spécialement à cœur et développe l'enseignement religieux pour adultes. Il rédige, dans les années 1957-1958, les Instructions catéchistiques pour adultes en deux tomes.
En septembre 1958, l'archevêque Delay lui demande de conserver la charge de directeur de l'enseignement religieux et le nomme supérieur du petit séminaire de Marseille. À ce double titre, il s'occupe du catéchuménat des adultes et fonde, en 1961, l'école régionale des catéchistes. Il obtient ensuite le titre de chanoine honoraire.

## Épiscopat

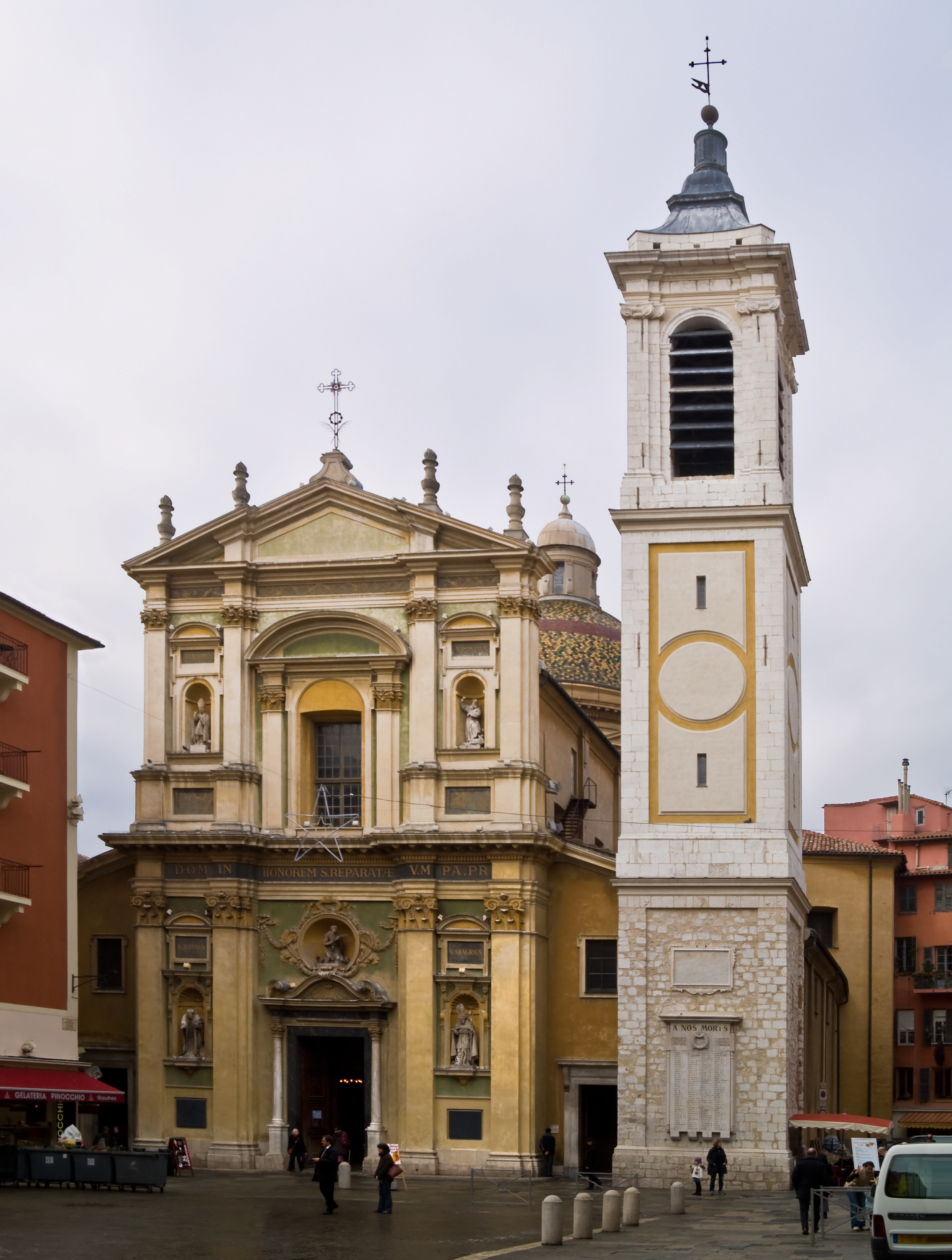
La cathédrale Sainte-Réparate de Nice.

### Coadjutorat
En 1962, le diocèse de Nice est dirigé par Paul Rémond, âgé et malade ; le nonce apostolique lui suggère alors la nomination d'un évêque coadjuteur qui prendrait part au gouvernement du diocèse, et, au moment venu, lui succèderait de plein droit. Après maintes négociations l'archevêque de Nice s'y résigne. Au bout de trois mois, le 5 août 1962, le pape Jean XXIII nomme le chanoine Jean Mouisset évêque titulaire de Thélepte (de) et coadjuteur du diocèse de Nice. Mouisset reçoit la consécration épiscopale le 29 septembre 1962, lors de la fête de l'archange saint Michel, en la cathédrale de Marseille. Le 4 octobre, il est reçu solennellement par le chapitre cathédral, lors de la prise de possession canonique. La passation de pouvoirs entre les deux prélats bien qu'officieuse, a lieu à l'occasion de la messe de présentation aux fidèles niçois, le dimanche 21 octobre 1962. À partir de ce moment, bien que toujours évêque résidentiel, Rémond n'assure plus aucune cérémonie publique jusqu'à sa mort et c'est Mouisset qui s'occupe de l'administration du diocèse malgré l'entente difficile entre les deux prélats.

### Concile Vatican II
Lors de l'ouverture du IIe concile œcuménique du Vatican par le pape Jean XXIII, Rémond est incapable de se rendre à Rome, il nomme donc Jean Mouisset et Félix-Marie Verdet comme représentants du diocèse. Mouisset est donc l'un des nombreux artisans de ce grand aggiornamento de l'Église.  Pendant près de trois ans, il participe à toutes les sessions conciliaires.
Dans l'esprit du prélat, sa première tâche est de rendre compte des travaux et de faire connaître les décisions prises par l'ensemble des pères conciliaires et il le fait par l'intermédiaire de lettres pastorales et d'articles intitulés Chronique de Rome qu'il rédige au retour de chaque session. En effet, il est convaincu que les grandes réformes du concile ne seront comprises et appliquées que si un véritable dialogue est instauré entre les évêques et les fidèles.

### Évêque de Nice
Après quelques mois de collaboration, Rémond meurt le 24 avril 1963 à l'âge de 90 ans. Selon les principes du coadjutorat, Mouisset lui succède comme évêque de Nice. Dès son arrivée, le nouvel évêque change radicalement la politique générale du diocèse. En effet, il accède à la tête d'un diocèse désorganisé. 
Il applique également scrupuleusement les réformes issues du concile. Respectueux des pouvoirs publics, Mouisset veut, cependant et contrairement à son prédécesseur, garder ses distances avec les autorités municipales pour garantir sa liberté de parole et d'action.
Il travaille beaucoup sur l'œcuménisme, il fonde notamment un groupe diocésain composé de prêtres, pasteurs et laïcs dans le but de travailler sur l'unité des chrétiens. Du 11 au 20 octobre 1977, un grand chapiteau est érigé, à sa demande, sur l'esplanade du Paillon, afin de donner aux catholiques, protestants réformés, luthériens, arméniens, anglicans et orthodoxes un lieu commun pour prier.
Le 1er mai 1984, Jean Mouisset, âgé de 75 ans, prend sa retraite, après que le pape Jean-Paul II l'a acceptée, et se retire chez les Petites Sœurs des pauvres. Il meurt le 4 juin 1993, après avoir souffert d'une longue maladie.

## Distinctions
- Croix de guerre 1939-1945 (Citation à l'ordre du corps d'armée : vermeil)